# Тенко, Луиджи
Луи́джи Те́нко (итал. Luigi Tenco; Кассине, 21 марта 1938 — 27 января 1967, Сан-Ремо) — итальянский певец, автор-исполнитель, композитор. Его самоубийство после неудачи на фестивале в Сан-Ремо стало сенсацией и вызвало шок у итальянского общества.

## Биография

### Ранние годы и начало музыкальной карьеры
Луиджи Тенко родился 21 марта 1938 года в городе Кассине, расположенном в итальянской области Пьемонт. Его отец умер ещё до рождения сына при неизвестных обстоятельствах. Ходили слухи, что он не был его родным отцом. Свои первые годы Луиджи провёл в городках Кассино и Рикальдоне, где сам научился писать и читать. В 1948 году он с матерью и старшим братом переехал в Лигурию, а затем в Геную, где его мать занялась виноделием. В 1951—1956 годах учился в лицее, затем, по настоянию семьи, поступил в институт на инженерную специальность.
В эти годы он со своими друзьями организовал свои первые группы. В одной из них, «Jerry Roll Morton Boys Jazz», состояли Данило Деджипо, Бруно Лауци и Альфреда Джерарда. Репертуаром группы были джазовые композиции и образцы рок-н-ролла. Сам Тенко играл на кларнете и саксофоне. Позднее он организовал группы «Тони, Марчелло и Макс» и «Los Marcello’s Ferials». В 1958 году принял участие в концертном туре по Германии вместе с Адриано Челентано, Джорджо Габером, Джино Паоли и Роем Грасси. Позже создал группу «Дьяволы рока». Луиджи быстро перешёл от игры на саксофоне к пению и начал исполнять сначала чужие песни, а потом свои собственные.
Свою первую пластинку он записал, когда состоял в группе «Рыцари». В записи также приняли участие Джанфранко Ревербери, Паоло Томерелли, Энцо Йанначчи и Нандо Де Лука. Его первые пластинки издавались под псевдонимом Джиджи Май. В 1960 году вышел первый музыкальный сборник Луиджи, где он исполнил свою знаменитую «Quando» («Когда»). В дальнейшем он записал ещё несколько сборников. В 1962 году кинорежиссёр Лучано Сальче снял картину «Изобилие», где Тенко сыграл одну из ролей, а также был исполнителем песен. Однако эта перемена не принесла ему большого успеха. В дальнейшем, когда у него был шанс сыграть главную роль в фильме Луиджи Коменчини, режиссёр взял на эту роль другого актёра, несмотря на то, что изначально было решено снимать Луиджи. Это стало большим разочарованием для молодого певца. В том же году он записал пластинку с песнями «Mi sono innammorato di te» («Я влюбился в тебя»), «Angela» («Анджела») и «Cara maestra» («Дорогая учительница»). Из-за последней песни возникли серьёзные проблемы с цензурой.
В 1963 году из-за молодой актрисы Стефании Сандрелли (известной в ту пору по фильму «Развод по-итальянски») Луиджи поссорился со своим другом, музыкантом Джино Паоли. Луиджи начал флиртовать со Стефанией, а Джино был с ней в любовных отношениях ещё с тех пор, когда та была несовершеннолетней. Из-за этого Паоли совершил попытку самоубийства, но остался в живых. Песни «Io si» («Я — да») и «Una brava ragazza» («Отличная девчонка») с текстами довольно недвусмысленного содержания, изданные на фирме «Рикорди», опять были отвергнуты цензурой. В 1965—1966 годах Тенко служил в воинском подразделении во Флоренции. После службы вышли его песни «Un giorno dopo l’altro» («День за днём»), «Uno di questi giorni ti sposero’» («В один из этих дней я женюсь на тебе»), «E se ci diranno» («Если нам скажут»), «Ognuno e’ libero» («Свободен каждый»), «Lontano lontano» («Далеко далеко»). Песня «Далеко далеко» заняла последнее место на конкурсе «Диск лета», однако затем стала хитом.

### Встреча с Далидой
В августе 1966 года в главном итальянском офисе RCA в Риме Луиджи познакомился с певицей Далидой. Эта встреча сыграла важную роль в жизни и карьере как Тенко, так и Далиды. Сама певица в своём интервью, которое она дала незадолго до своей смерти, призналась, что любовь перевернула их жизни, хотя существует версия, что они не были счастливы друг с другом. Например, в письме, которое Луиджи написал своей знакомой, он не очень хорошо выразился о Далиде. В сентябре того же года Луиджи вместе с несколькими сотрудниками офиса RCA поехал в Париж, чтобы представить Далиде свою новую песню «Ciao amore, ciao» («Прощай, любовь, прощай»). В это время родилась идея совместного выступления Далиды и Тенко на фестивале в Сан-Ремо.
В дальнейшем Тенко сопровождал ряд неудач. В ноябре он принял участие в жёсткой дискуссии в Риме, на тему современной музыки, где подвергся резкой критике со стороны молодёжи. 31 декабря он выступал на новогодней вечеринке в «Casina Valadier», где на фоне всеобщего веселья пытался исполнить лирическую песню. Публика заглушила её горнами, а Тенко в ответ кричал: «Засуньте эти трубки себе в задницу!». В январе 1967 года Луиджи дал концерт в отеле «Хилтон», где был освистан публикой.

### Конкурс в Сан-Ремо и самоубийство

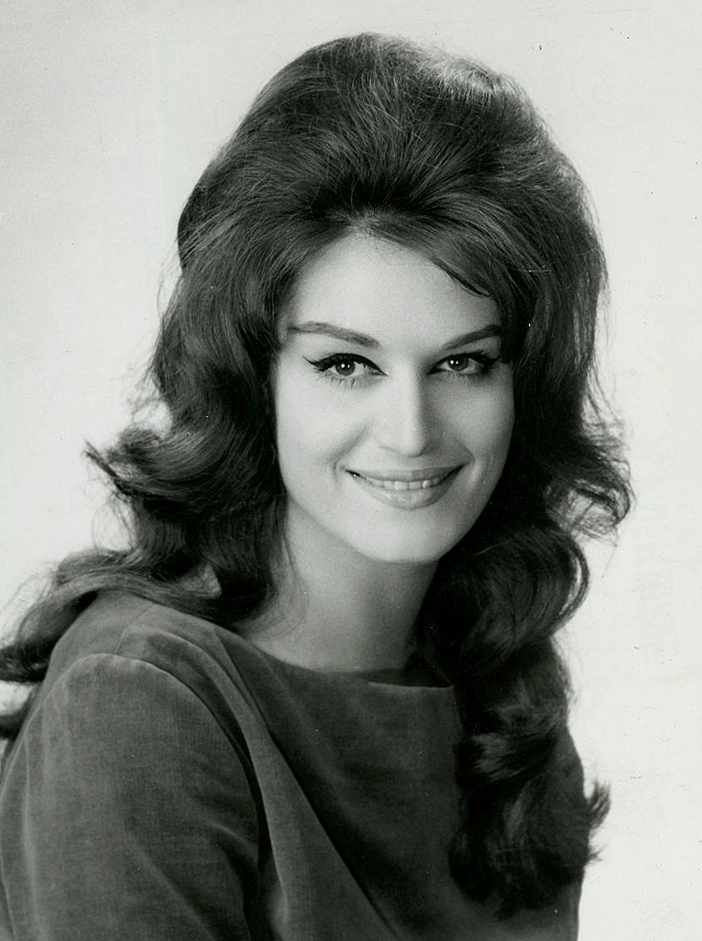
Далида в 1961 году

В начале 1967 года Тенко должен был принимать участие в фестивале итальянской песни в Сан-Ремо с Далидой. Идея участия в фестивале Тенко не нравилась, однако его уговорили стать участником фестиваля. Некоторые друзья Луиджи пытались отговорить его от участия в этом конкурсе, но он уже не мог отступить.
Луиджи приехал в Сан-Ремо из Рима и поселился в отеле «Савой». 26 января 1967 года он вместе с Далидой принял участие в XVII фестивале в Сан-Ремо. Перед выходом на сцену Луиджи очень нервничал, принимал успокоительные таблетки, но исполнил свою песню «Ciao amore, ciao». Песня заняла 12-е место, а жюри исключило солиста из финала конкурса. Это тяжело подействовало на Луиджи, он покинул банкет и вернулся в гостиницу. 27 января в 02:00 ночи Далида обнаружила 28-летнего Луиджи Тенко мёртвым. Он застрелился из пистолета, который был у него для самозащиты. Луиджи оставил посмертную записку, где написал следующее:

Я любил итальянскую публику, я ей бессмысленно посвятил пять лет моей жизни. Я делаю это не потому, что устал от жизни (это совсем другое), но в знак протеста против публики, которая отправляет «Я, ты и розы» в финал, и против комиссии, которая выбирает «Революцию». Надеюсь, что это поможет кому-нибудь прояснить мои мотивы. Пока. Луиджи.

Эта записка и смерть отвергнутого исполнителя стали явным обвинением против несправедливой системы конкурса. Прощание с Луиджи Тенко проходило в его родном городе, в Кассине, похоронен же он был в Рикальдоне. Спустя месяц после этой трагедии Далида в тяжёлом душевном состоянии также пыталась покончить с собой, приняв большую дозу барбитуратов. Тогда её удалось спасти, однако в 1987 году она всё-таки совершила самоубийство, приняв смертельную дозу снотворного.
Спустя много лет после трагедии в Сан-Ремо многие до сих пор ставят под сомнение обстоятельства загадочной смерти Тенко, и эта история часто становилась предметом споров. В 2006 году итальянская полиция провела эксгумацию тела певца, в результате которой был подтверждён факт самоубийства.

## Память
- В 1974 году в память о Луиджи Тенко в Сан-Ремо была учреждена премия Premio Tenco[23].
- В 2005 году по французскому телеканалу TV5 транслировалась художественная телепостановка «Далида», где были показаны любовные отношения Тенко и Далиды. Тенко сыграл Алессандро Гассман, а Далиду — Сабрина Ферилли[24].
- 20 июля 2006 года в Рикальдоне, где проживал Тенко, был открыт центр, в котором собраны документы, связанные с его жизнью. Это первый музей, открытый в честь артиста. В декабре 2014 года директором музея был назначен римский издатель Мишель Пьячентини[25].
- В сериале «Анна Герман. Тайна белого ангела» показано выступление Луиджи Тенко на фестивале в Сан-Ремо и его самоубийство.

## Киновоплощения
- Гаэтано Солфрицци — «Анна Герман» (Польша — Россия — Украина, 2012 г.)

- Люсьен Морисс — «Любовь и страсть. Далида» (Франция, 2016 г.)